# Австралийская бычья акула
Австралийская бычья акула или австралийская рогатая акула (лат. Heterodontus portusjacksoni) — вид хрящевых рыб рода бычьих акул семейства разнозубых акул. Обитает в субтропических водах восточной части Тихого океана и в юго-западной части Индийского океана у южного побережья Австралии между 27° ю. ш. и 44° ю. ш. Встречается на глубине до 275 м. Совершает сезонные миграции, летом отправляясь на юг, а зимой возвращаясь на север. Размножается, откладывая яйца. Питается моллюсками, ракообразными, морскими ежами и мелкими костистыми рыбами. Максимальная зафиксированная длина — 165 см. Не является объектом коммерческого промысла.
Этих акул легко идентифицировать по шипам, расположенным у основания обоих спинных плавников и характерным отметинам в виде «упряжи», которые проходят между глаз, вдоль спины до первого спинного плавника, затем покрывают тело по бокам. 

## Таксономия
Впервые вид был научно описан в 1793 году. Видовой эпитет соответствует географическому названию мест обитания (Порт-Джэксон).

## Ареал
Австралийские бычьи акулы — эндемики прибрежных вод Австралии. Они разделены на две популяции, обитающие в акваториях от северо-востока Виктории до Западной Австралии и от юга Квинсленда до Нового Южного Уэльса. Эти акулы встречаются на континентальном шельфе, как правило, не глубже 100 м, максимальная глубина 275 м. Они являются обитателями прибрежных скалистых рифов. Австралийские бычьи акулы совершают сезонные миграции. Летом они уплывают на юг, а зимой, к началу сезона размножения, возвращаются на север. У этих акул наблюдается сегрегация по полу и возрасту.

## Описание
У австралийских бычьих акул крупная голова с тупым и коротким рылом. Имеются невысокие надглазничные выступы, которые плавно сходят на нет позади головы. Ноздри обрамлены на входящие и выходящие отверстия длинными кожными лоскутами. Позади глаз имеются брызгальца. Рот округлый. Передние зубы небольшие и заострённые. Боковые зубы крупнее, вытянуты продольно и имеют форму моляров. У молодых акул зубы более острые.

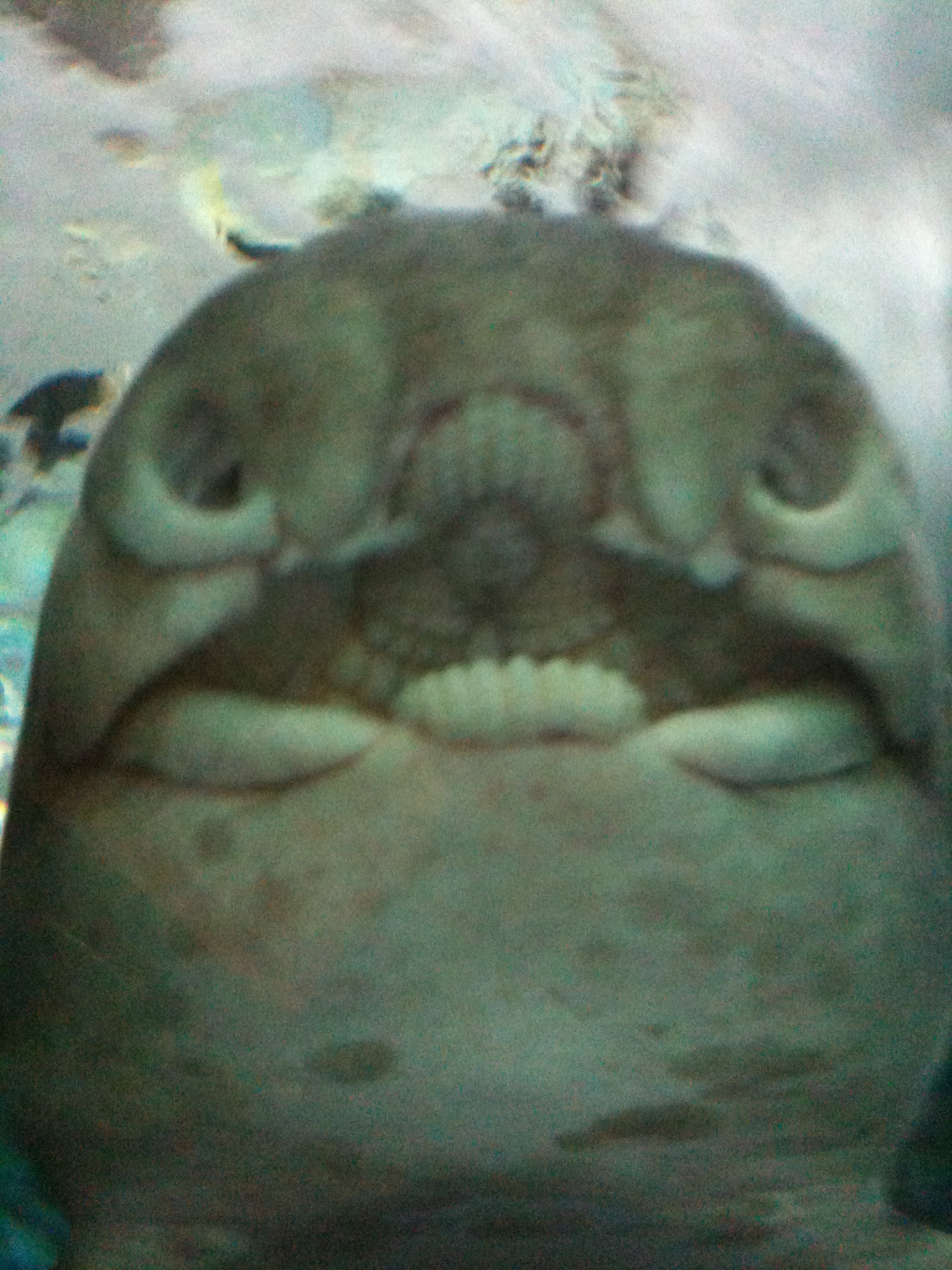
Морда австралийской бычьей акулы

Стройное тело имеет форму цилиндра. Грудные плавники крупные и закруглённые. Спинные плавники небольшие. Первый спинной плавник немного крупнее второго. Его основание начинается над серединой основания грудных плавников. У основания обоих спинных плавников имеется вертикальный шип. Основание второго спинного плавника находится между основаниями брюшных и анального плавников. Основание анального плавника расположено позади основания второго спинного плавника. У края верхней лопасти хвостового плавника имеется вентральная выемка. Основная окраска серо-коричневого цвета. Характерные отметины напоминают упряжь: от головы, начиная с межглазничного пространства, вдоль туловища до первого спинного плавника, по грудным плавникам и вдоль всего тела тянутся тёмные полосы. Максимальная зафиксированная длина 165 см.

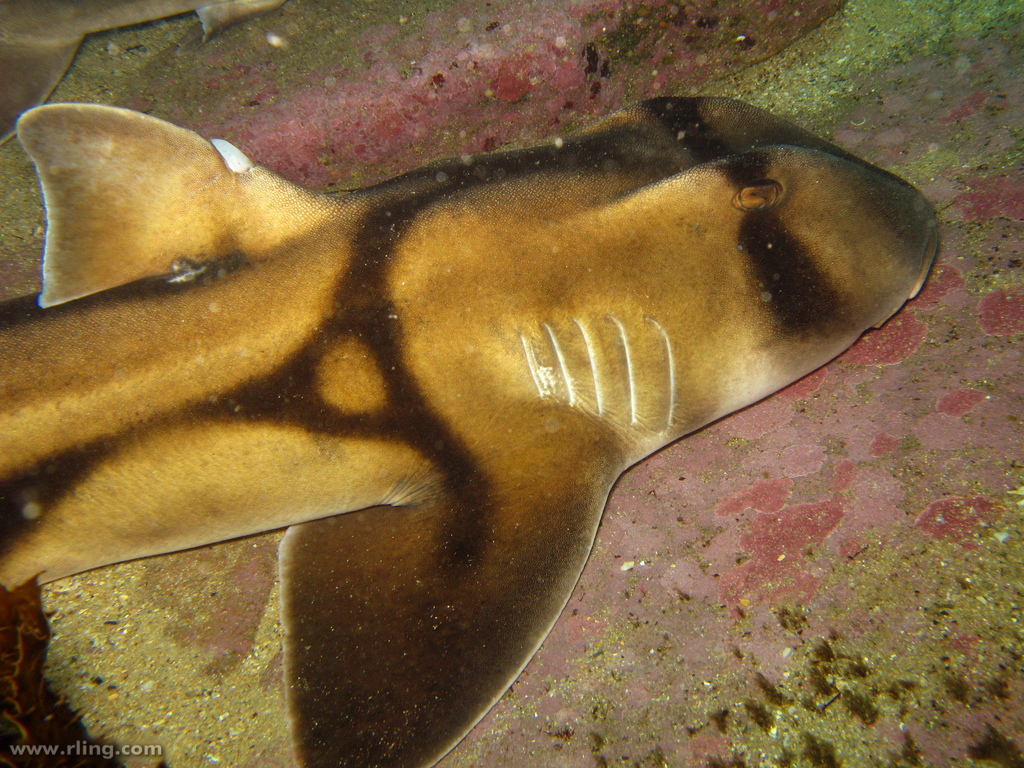
Характерная окраска австралийской бычьей акулы

## Биология
Австралийские бычьи акулы размножаются, откладывая яйца. Размножение имеет сезонный характер. Взрослые самки в сопровождении взрослых самцов в июле и августе приплывают на прибрежные рифы в районе Сиднея. Вероятно, тогда же происходит спаривание. Самки откладывают от 10 до 16 яиц в расщелины на рифах, как правило, на глубине от 1 до 5 метров, хотя бывает и глубже (20—30 м). Длина яйцевых капсул 13—17 см, а ширина широкого конца 5—7 см. Снаружи капсулу обвивает спиральный гребень, который служит якорем. Самки предпочитают откладывать яйца в определённых местах, годами нерестясь в одних и тех же «гнёздах». Новорождённые вылупляются из яиц через 9—12 месяцев. Первые несколько лет они проводят в природных питомниках — эстуариях и бухтах, собираясь в разнополые группы, в которых количество самцов и самок приблизительно одинаковое. Подростки перебираются на глубину и образуют сегрегированные по полу группы. Спустя несколько лет, проведённых на внешнем крае континентального шельфа, молодые акулы присоединяются к взрослым.
К концу сезона размножения взрослые самцы уходят на глубину, за ними в конце сентября и начале октября следуют самки. Некоторые акулы остаются в открытом море на глубине, другие совершают миграции. Небольшое количество акул в следующем году возвращается в марте — апреле на мелководье, где проходил предыдущий брачный сезон, однако большая часть возвращается на рифы к концу лета. На восточном побережье Австралии после окончания сезона размножения самки мигрируют на 5—6 месяцев на юг, проплывая до 850 км. Некоторые акулы проходят путь от Сиднея до Тасмании.

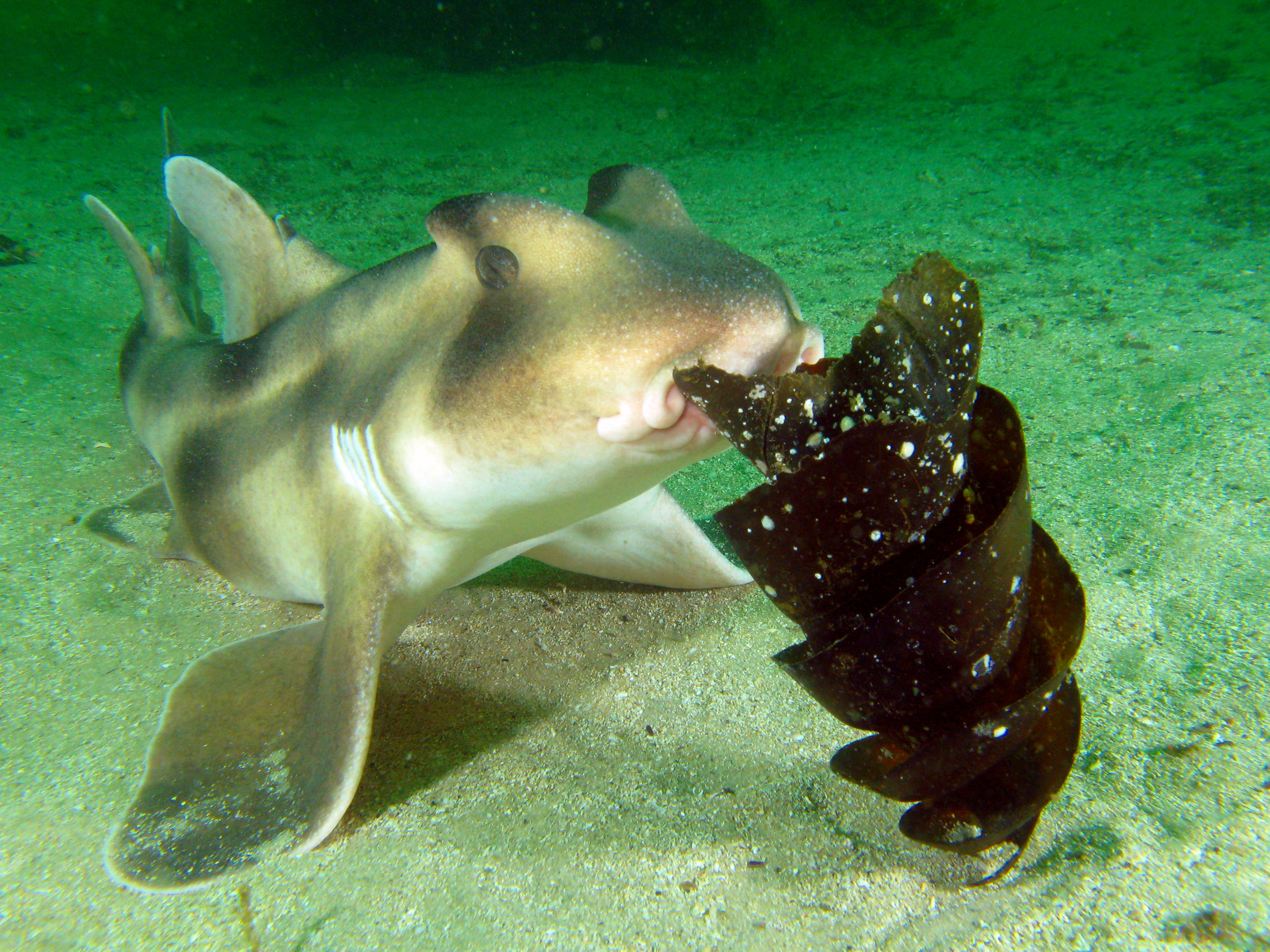
Шлемовидная бычья акула поедает яйцевую капсулу австралийской бычьей акулы

Самцы достигают половой зрелости при длине от 70 до 80 см, что соответствует возрасту 8—10 лет, а самки при длине 80—95 см в 11—14 лет. Средняя длина самцов 105 см, самок 123 см. Самки в среднем на 25 см длиннее самцов. Длина новорождённых составляет приблизительно 24 см. Наблюдения за акулами в неволе показали, что молодые акулы прибавляют в среднем по 5—6 см в год, а взрослые по 2—4 см.
В отличие от большинства акул, которым для дыхания необходимо двигаться с приоткрытой пастью, австралийские бычьи акулы способны одновременно дышать и есть. Они закачивают воду через первую увеличенную жаберную щель и выпускают её через остальные 4 пары жаберных щелей, Прокачивая воду через жабры, они обеспечивают себя кислородом. Поэтому акулы этого вида могут длительное время оставаться неподвижными на дне.
Эти акулы ведут ночной образ жизни. Днём они забираются в укромные пещеры с песчаным дном. В наиболее привлекательных убежищах может собраться до 16 особей. Рацион этих акул в основном состоит из донных беспозвоночных, в первую очередь иглокожих. Они охотятся на морских ежей, морских звёзд, полихет, крупных брюхоногих, креветок, крабов, двустворчатых моллюсков и небольших костистых рыб. Иногда в их желудках находят мусор, например, клочки меха млекопитающих, апельсиновую кожуру. Молодые акулы, у которых зубы острее, чем у взрослых, предпочитают более мягкую добычу. Австралийские бычьи акулы перемалывают боковыми молярами пищу, измельчая её на кусочки. Они охотятся в основном по запаху, хотя электрорецепция тоже помогает им ориентироваться. Молодые акулы способны засасывать жертву, закопавшуюся в песок, при этом песок высыпается обратно через жаберные щели.
По некоторым данным на австралийских бычьих акул охотятся крупные хищники, такие как большая белая и плоскоголовая семижаберная акула.  Известно, что шлемовидные бычьи акулы поедают яйцевые капсулы австралийских бычьих акул. 
На австралийских бычьих акулах паразитируют цестоды Acanthobothrium heterodonti, Phyllobothrium thridax и Phyllobothrium vagans, нематоды Echinocephalus overstreeti и веслоногие рачки Dissonus nudiventris.

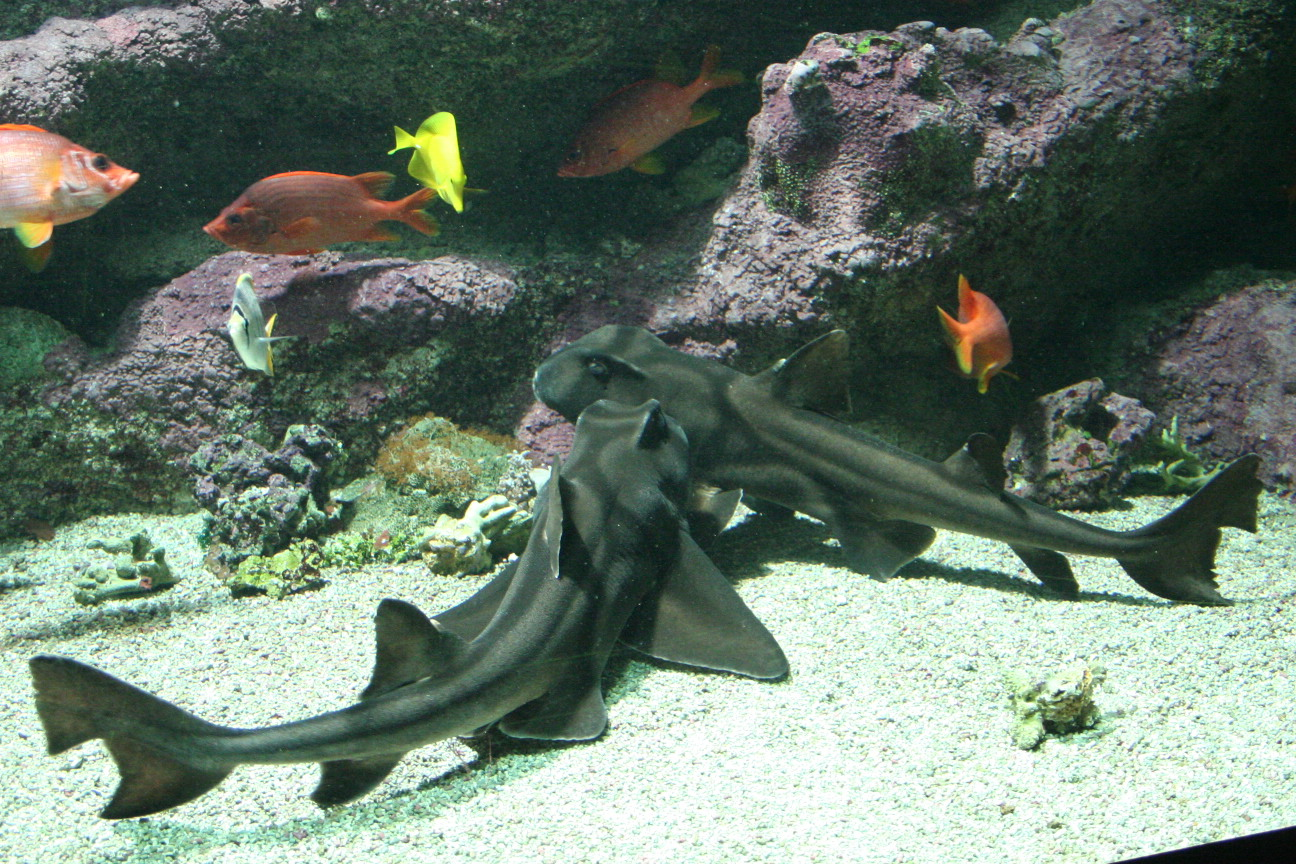
Австралийские бычьи акулы в аквариуме

## Взаимодействие с человеком
Эти акулы не представляют опасности для человека, хотя они могут укусить надоедливых дайверов. В октябре 2011 года на Элвуд Бич, Мельбурн, австралийская бычья акула укусила одного человека, однако она даже не смогла повредить ему кожу. Они не являются объектом промышленной добычи. Регулярно в качестве прилова попадают в жаберные сети. Их мясо считается низкокачественным, и в пищу его не употребляют. Эти акулы выносливы и часто выживают, будучи отпущенными на волю. Молодых австралийских бычьих акул содержат в аквариумах, они ценятся среди аквариумистов. В качестве аквариумных рыб их экспортируют, в США цена за такую акулу доходит до $180. В крупных коммерческих аквариумах их успешно разводят. Международный союз охраны природы присвоил этому виду охранный статус «Вызывающий наименьшие опасения».